# Aeropuerto de Olsztyn-Masuria
El Aeropuerto de Olsztyn-Masuria (en polaco: Port lotniczy Olsztyn-Mazury) es un aeropuerto internacional situado en el voivodato de Varmia y Masuria, al noreste de Polonia. Sirve principalmente a la capital del voivodato, Olsztyn, localizada a 45 kilómetros al sureste del aeropuerto. En el año 2022 registró un tráfico de 113 254 pasajeros, siendo el tercer aeropuerto con menor volumen de viajeros, solo por delante de los aeropuertos de Zielona Góra y Radom.
El aeropuerto de Olsztyn-Masuria, originalmente denominado Aeropuerto de Szymany o Aeropuerto de Szczytno-Szymany, fue en sus primeros años una base aérea para la Luftwaffe alemana durante la Segunda Guerra Mundial. Finalizado el conflicto bélico, el aeródromo pasó a manos de la Fuerza Aérea de Polonia. Después de perder su importancia militar con el fin de la Guerra Fría, a mediados de los años 1990 y principios de los 2000 empezó a operar como aeropuerto de pasajeros, aunque los vuelos eran esporádicos y el número de pasajeros era muy bajo, por lo que dejó de ser utilizado en el año 2003. El aeropuerto recibió atención internacional después de que se descubrió que este era utilizado por la Agencia Central de Inteligencia de Estados Unidos (CIA) como un lugar de operaciones extraoficiales a principios del siglo XXI.
De 2014 a 2015, el aeropuerto fue reconstruido con elevadas subvenciones de la Unión Europea en el marco del "Programa operativo regional de Varmia y Masuria 2007-2013". Su pista fue ampliada y revisada; Se construyó una nueva terminal, un enlace ferroviario y otras instalaciones. En enero de 2016, el aeropuerto reabrió sus puertas para vuelos regulares.

## Aerolíneas y destinos
Las siguientes aerolíneas proporcionan destinos regulares de ida y vuelta al aeropuerto de Olsztyn:
| Aerolíneas          | Destinos                                                                              |
| ------------------- | ------------------------------------------------------------------------------------- |
| LOT Polish Airlines | Cracovia                                                                              |
| Ryanair             | Londres–Stansted                                                                      |
| Wizz Air            | Dortmund (finaliza 28 de marzo de 2024), Londres–Luton (finaliza 30 de marzo de 2024) |